# Agglomération de Québec
Pour les articles homonymes, voir Québec (homonymie).
L’agglomération de Québec est une instance supra-municipale regroupant la ville de Québec et les deux villes défusionnées en 2006, L'Ancienne-Lorette et Saint-Augustin-de-Desmaures. Elle est située dans la région administrative de la Capitale-Nationale et fait partie de la Communauté métropolitaine de Québec.

## Histoire
L'agglomération de Québec (AQ) a été créée le 1er janvier 2006, date du redécoupage de la ville de Québec. La population de l'agglomération est d'environ 580 000 habitants. Elle sert à administrer les services municipaux qui ont été identifiés dans la Loi sur l’exercice de certaines compétences municipales dans certaines agglomérations (2004) comme relevant du regroupement des trois municipalités plutôt que de chacune individuellement. En ce sens, elle est le successeur de l'ancienne Communauté urbaine de Québec.

## Compétences d'agglomération
- L’évaluation foncière
- Le transport collectif des personnes
- L’entretien des voies de circulation constituant le réseau artériel de l’agglomération
- L’alimentation en eau
- L’assainissement des eaux
- L’élimination et la valorisation des matières résiduelles
- La surveillance et la valorisation des cours d’eau municipaux
- Le développement économique
- Le logement social et l’aide destinée aux sans-abri
- La prévention de la toxicomanie et de la prostitution
- La sécurité publique (Service de police, Service de protection contre l’incendie, Bureau de la sécurité civile, centre d’urgence 9-1-1, cour municipale).

## Municipalités de l'agglomération de Québec
| Ville                       | Superficie | Population 2021 | Densité          |
| --------------------------- | ---------- | --------------- | ---------------- |
| L'Ancienne-Lorette          | 7,72 km²   | 16 970 hab.     | 2 197,0 hab./km2 |
| Québec                      | 452,3 km²  | 549 459 hab.    | 1 214,8 hab./km2 |
| Saint-Augustin-de-Desmaures | 85,80 km²  | 19 907 hab.     | 232,0 hab./km2   |

La municipalité de paroisse de Notre-Dame-des-Anges et la réserve indienne de Wendake, bien qu'enclavées dans le territoire de la ville de Québec, ne font pas partie de l'agglomération.